# Équipe de Corée du Sud féminine de handball aux Jeux olympiques d'été de 2016
Cet article relate le parcours de l'Équipe de Corée du Sud féminine de handball aux Jeux olympiques d'été de 2016, organisé au Brésil. Il s'agit de la 9e participationde la Corée du Sud aux Jeux olympiques.
L'équipe est éliminée dès la phase de poule.

## Résultats
|   | Équipe       | Pts | J | G | N | P | Bp  | Bc  | Diff |
| - | ------------ | --- | - | - | - | - | --- | --- | ---- |
| 1 | Russie       | 10  | 5 | 5 | 0 | 0 | 165 | 147 | 18   |
| 2 | France       | 8   | 5 | 4 | 0 | 1 | 118 | 93  | 25   |
| 3 | Suède        | 5   | 5 | 2 | 1 | 2 | 150 | 141 | 9    |
| 4 | Pays-Bas     | 4   | 5 | 1 | 2 | 2 | 135 | 135 | 0    |
| 5 | Corée du Sud | 3   | 5 | 1 | 1 | 3 | 130 | 136 | -6   |
| 6 | Argentine    | 0   | 5 | 0 | 0 | 5 | 101 | 147 | -46  |

|  | Qualifié pour les quarts de finale                                                                                     |
|  | Éliminé |
|  | Pts points ; J joués ; G victoires ; N nuls ; P défaites BP buts marqués ; BC buts encaissés ; Diff différence de buts |

| 6 août 2016 14 h 40 | Russie      | 30 - 25   | Corée du Sud | Future Arena, Rio de Janeiro Affluence : 6 975 Arbitrage : Santos, Fonseca |
| 6 août 2016 14 h 40 | Soudakova 6 | (12 - 13) | Jung, Kim 6  | Future Arena, Rio de Janeiro Affluence : 6 975 Arbitrage : Santos, Fonseca |
| 6 août 2016 14 h 40 | ×3          | Rapport   | ×4 ×7 ×1     | Future Arena, Rio de Janeiro Affluence : 6 975 Arbitrage : Santos, Fonseca |

| 8 août 2016 9 h 30 | Corée du Sud | 28 - 31   | Suède    | Future Arena, Rio de Janeiro Affluence : 3 875 Arbitrage : Røen, Arntsen |
| 8 août 2016 9 h 30 | Woo 7        | (15 - 16) | Hagman 7 | Future Arena, Rio de Janeiro Affluence : 3 875 Arbitrage : Røen, Arntsen |
| 8 août 2016 9 h 30 | ×4 ×3        | Rapport   | ×4 ×5    | Future Arena, Rio de Janeiro Affluence : 3 875 Arbitrage : Røen, Arntsen |

| 10 août 2016 19 h 50 | Pays-Bas       | 32 - 32   | Corée du Sud | Future Arena, Rio de Janeiro Affluence : 6 248 Arbitrage : Lopéz, Ramírez |
| 10 août 2016 19 h 50 | Broch, Groot 7 | (18 - 17) | Gwon 11      | Future Arena, Rio de Janeiro Affluence : 6 248 Arbitrage : Lopéz, Ramírez |
| 10 août 2016 19 h 50 | ×3 ×5          | Rapport   | ×4 ×3        | Future Arena, Rio de Janeiro Affluence : 6 248 Arbitrage : Lopéz, Ramírez |

| 12 août 2016 21 h 50 | Corée du Sud | 17 - 21   | France      | Future Arena, Rio de Janeiro Arbitrage : Hansen, Gjeding |
| 12 août 2016 21 h 50 | Song 5       | (11 - 11) | Lacrabère 7 | Future Arena, Rio de Janeiro Arbitrage : Hansen, Gjeding |
| 12 août 2016 21 h 50 | ×1 ×3        | Rapport   | ×4 ×6       | Future Arena, Rio de Janeiro Arbitrage : Hansen, Gjeding |

| 14 août 2016 21 h 50 | Argentine | 22 - 28   | Corée du Sud | Future Arena, Rio de Janeiro Affluence : 4 495 Arbitrage : Charlotte et Julie Bonaventura |
| 14 août 2016 21 h 50 | Mendoza 6 | (10 - 12) | Gwon 11      | Future Arena, Rio de Janeiro Affluence : 4 495 Arbitrage : Charlotte et Julie Bonaventura |
| 14 août 2016 21 h 50 | ×3 ×5     | Rapport   | ×3 ×2        | Future Arena, Rio de Janeiro Affluence : 4 495 Arbitrage : Charlotte et Julie Bonaventura |